# Uckermärker Milch
Die Uckermärker Milch GmbH ist eine Molkerei in Prenzlau, die täglich bis zu 1.000.000 kg Rohmilch verarbeitet. Das Unternehmen gehört zu 100 % der Ostmilch Handels GmbH mit Sitz in Bad Homburg. Mit Wirkung zum 1. März 2025 wurde die Übernahme durch den Edeka-Verbund vereinbart.

## Geschichte

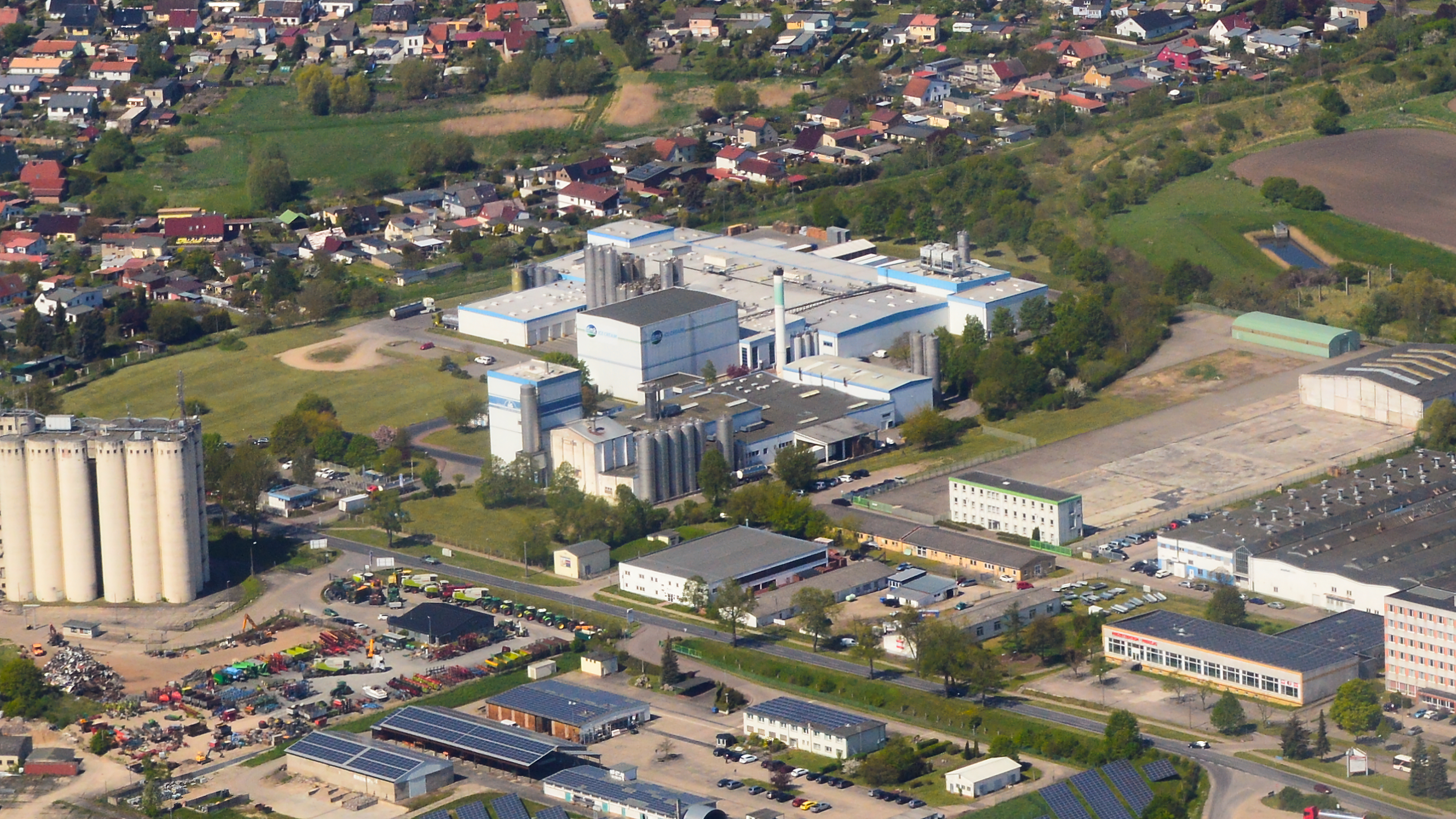
Luftbild des Milchhofes Prenzlau (Mai 2023)

1889 wurde in Prenzlau eine Molkereigenossenschaft gegründet, aus der später die Uckermärker Milch GmbH hervorging. Unter seinem heutigen Namen besteht das Unternehmen seit 1990. Ein Jahr später, am 27. Juni 1991, bezog die Uckermärker Milch GmbH ihren Sitz in der Brüssower Allee. 1992 wurde eine neue Gesellschaft gegründet. Hauptgesellschafter waren die Meierei-Zentrale GmbH Berlin und Milchhof Eiskrem GmbH + Co. KG Mettmann. Im Zuge der Umstrukturierung schaffte die Molkerei in einem Teil des Neubaus die technischen Voraussetzungen für die Eisproduktion. Ende 1993 kam die Speisequarkproduktion hinzu und das Quarksortiment wurde in den folgenden Jahren erweitert. Im Jahr 2000 kam es zur Trennung der Geschäftsfelder Milch und Eis. Die Uckermärker Milch GmbH wurde in die Tuffi Campina Emzett integriert; Nestlé übernahm die Eissparte. Seit dem 1. Januar 2009 trägt der Betrieb wieder seinen alten Namen Uckermärker Milch GmbH. 2014 feierte das Unternehmen sein 125-jähriges Jubiläum.
Im September 2014 kündigte die schweizerische Hochdorf Holding die Übernahme eines Anteils von 60 % an der Uckermärker Milch GmbH an, die zum Jahresbeginn 2015 vollzogen war. Ebenso übernommen wurden je 26 % (Sperrminorität) an der Ostmilch Handels GmbH (Vermarkterin der Uckermärker Milch-Produkte) und an zwei mit dieser verbundenen Frischdienst-Gesellschaften. Ende Februar 2020 hat Hochdorf seine 60 % Beteiligung an der Uckermärker Milch an die Ostmilch verkauft, an der Hochdorf weiterhin mit 26 % beteiligt ist.
Die Uckermärker Milch GmbH war die Vermieterin des Speiseeiswerks, dass die Rosen Eiskrem Süd GmbH, ein Tochterunternehmen der DMK Eis GmbH, in Prenzlau betrieben hatte. Im September 2021 wurde bekannt, dass der Mietvertrag zum 31. Dezember 2022 gekündigt worden war. Kurze Zeit später war der Vertrag um ein Jahr bis zum 31. Dezember 2023 verlängert worden. Am 31. August 2023 wurde die Eiskremproduktion in Prenzlau vollständig eingestellt, die Produktionsanlagen wurden abgebaut und in ein Werk von DMK Eis nach Everswinkel gebracht.

## Produkte
Das Unternehmen verarbeitet die angelieferte Rohmilch zu Butter, Buttermilch, Milchpulver und Quark. Außerdem wird in der Molkerei Butter aus Irland im Block angeliefert und in handelsübliche Verpackungen abgepackt. Produkte der Uckermärker Milch tragen die Veterinärkontrollnummer DE BB 006 EG. 
Zu den Absatzkanälen zählen der Lebensmitteleinzelhandel, die Lebensmittelindustrie sowie der Großhandel.

## Zertifizierungen
Die Molkerei produziert Trockenmilchpulver nach jüdischen Koscher-Standards und islamischen Halal-Regeln.

## Kritik
Im Jahr 2012 kritisierte der damalige Umweltminister von Baden-Württemberg, Franz Untersteller, u. a. die Uckermärker Milch GmbH als Beispiel für Betriebe, welche von der EEG-Umlage befreit sind, obwohl sie die Vorgabe, im internationalen Wettbewerb zu stehen, nicht erfüllen würde. Somit müssten die Verbraucher höhere Strompreise zahlen. Der Geschäftsführer der Uckermärker Milch GmbH verteidigte sich gegen die Vorwürfe, die Firma würde seiner Ansicht nach die Vorgaben erfüllen, da ein großer Teil der Produkte auch international Absatz finde.

## Auszeichnungen
- 2009: Milchqualitätspreis für Speisequark, Frischkäse und Frischkäsezubereitungen[16]
- 2012: 15 DLG Gold-Medaillen und 3 DLG Silber-Medaillen (Deutsche Landwirtschafts-Gesellschaft)[17]
- 2013: 9 DLG Gold-Medaillen, 3 DLG Silber-Medaillen und 2 DLG Bronze-Medaille (Deutsche Landwirtschafts-Gesellschaft)